# Plataforma FPSO Cidade de São Mateus
A Plataforma FPSO Cidade de São Mateus é uma embarcação petrolífera, situada no campo de Camarupim no Espírito Santo, comandada desde de 2009 pela Petrobrás com contrato de operação firmado junto a empresa BW Offshore. No dia 11 de fevereiro de 2015 ocorreu nesta unidade operacional o pior acidente da história do Espírito Santo: uma explosão que contou com 9 fatalidades e 26 feridos. 

## História e Descrição
A plataforma atende a um contrato firmado entre a Petrobrás e a BW Offshore que entrou em vigor em 2009 e tem duração até 2018.
A plataforma opera em lâmina d'água de 800 metros e possui capacidade para a produção de até 35 mil barris de óleo e 10 milhões de metros cúbicos de gás por dia, tendo um capacidade de estocagem de até 700 mil barris de petróleo.

## Evento Acidental
Houve vazamento de gás natural na casa de máquina do navio, o que gerou a explosão. As vítimas foram encaminhadas, segundo a Secretaria de Saúde, para os hospitais Vitória Apart Hospital e Jayme Santos Neves. O primeiro helicóptero pousou às 15h30 do dia. Ainda segundo a assessoria da Infraero, foram solicitadas 14 ambulâncias para transportar os feridos.
O sindicato afirmou que 32 pessoas que estavam na plataforma, que fica a 60 km da costa, no litoral de Aracruz, conseguiram desembarcar, sendo transportadas por um baleeiro. Ao ser informado sobre o acidente, o governador do Espírito Santo, Paulo Hartung, entrou em contato com a direção da Petrobras e colocou o estado à disposição para o socorro e atendimento às vítimas.
Investigações
A Agência Nacional do Petróleo, Gás Natural e Biocombustíveis (ANP) realizou uma investigação aprofundada sobre o acidente, concluindo que falhas no estabelecimento de um sistema de gestão de riscos possibilitaram a materialização do acidente em fevereiro de 2015.
A Marinha do Brasil, por meio da Capitania dos Portos do Espírito Santo (CPES), informou que tomou conhecimento da explosão na plataforma e encaminhou um navio e duas aeronaves para a área.
A CPES dizia ainda que será aberto um Inquérito Administrativo sobre Acidentes e Fatos da Navegação (IAFN), a fim de esclarecer as causas e responsabilidades pelo ocorrido na plataforma.